# Bourdelles
Pour les articles homonymes, voir Bourdelles (homonymie).
Bourdelles (Bordèras en gascon) est une commune du Sud-Ouest de la France, située dans le département de la Gironde en région Nouvelle-Aquitaine.
Ses habitants sont appelés les Bourdellais.

## Géographie

### Localisation
La commune est située dans le sud de l'Entre-deux-Mers sur la rive droite de la Garonne. Elle se trouve à 67 km au sud-est de Bordeaux, chef-lieu du département, à 24 km à l'est de Langon, chef-lieu d'arrondissement et à 5,5 km au sud-est de La Réole, ancien chef-lieu de canton.

### Communes limitrophes
Les communes limitrophes en sont La Réole au nord-ouest, Montagoudin au nord, Mongauzy au nord-est, Jusix (Lot-et-Garonne) à l'est et, sur la rive gauche de la Garonne, Meilhan-sur-Garonne (Lot-et-Garonne) au sud-est, Hure au sud et Fontet à l'ouest.
| La Réole | Montagoudin         | Mongauzy                                 |
| Fontet   | Bourdelles          | Jusix (L. & G.)                          |
|          | Rive gauche de Hure | la Garonne Meilhan-sur-Garonne (L. & G.) |

Le méridien de Greenwich traverse la commune au niveau de l'église.

### Climat
Pour des articles plus généraux, voir Climat de la Nouvelle-Aquitaine et Climat de la Gironde.
Historiquement, la commune est exposée à un climat océanique aquitain.  
En 2020, Météo-France publie une typologie des climats de la France métropolitaine dans laquelle la commune est exposée à un climat océanique et est dans la région climatique  Aquitaine, Gascogne, caractérisée par une pluviométrie abondante au printemps, modérée en automne, un faible ensoleillement au printemps, un été chaud (19,5 °C), des vents faibles, des brouillards fréquents en automne et en hiver et des orages fréquents en été (15 à 20 jours).
Pour la période 1971-2000, la température annuelle moyenne est de 13,2 °C, avec une amplitude thermique annuelle de 15,2 °C. Le cumul annuel moyen de précipitations est de 824 mm, avec 10,9 jours de précipitations en janvier et 6,6 jours en juillet. Pour la période 1991-2020, la température moyenne annuelle observée sur la station météorologique la plus proche, située sur la commune de Saint-Sulpice-de-Pommiers à 16 km à vol d'oiseau, est de 13,8 °C et le cumul annuel moyen de précipitations est de 764,8 mm,. Pour l'avenir, les paramètres climatiques de la commune estimés pour 2050 selon différents scénarios d’émission de gaz à effet de serre sont consultables sur un site dédié publié par Météo-France en novembre 2022.

## Urbanisme

### Typologie
Au 1er janvier 2024, Bourdelles est catégorisée commune rurale à habitat dispersé, selon la nouvelle grille communale de densité à sept niveaux définie par l'Insee en 2022.
Elle est située hors unité urbaine. Par ailleurs la commune fait partie de l'aire d'attraction de La Réole, dont elle est une commune de la couronne,. Cette aire, qui regroupe 20 communes, est catégorisée dans les aires de moins de 50 000 habitants,.

### Occupation des sols

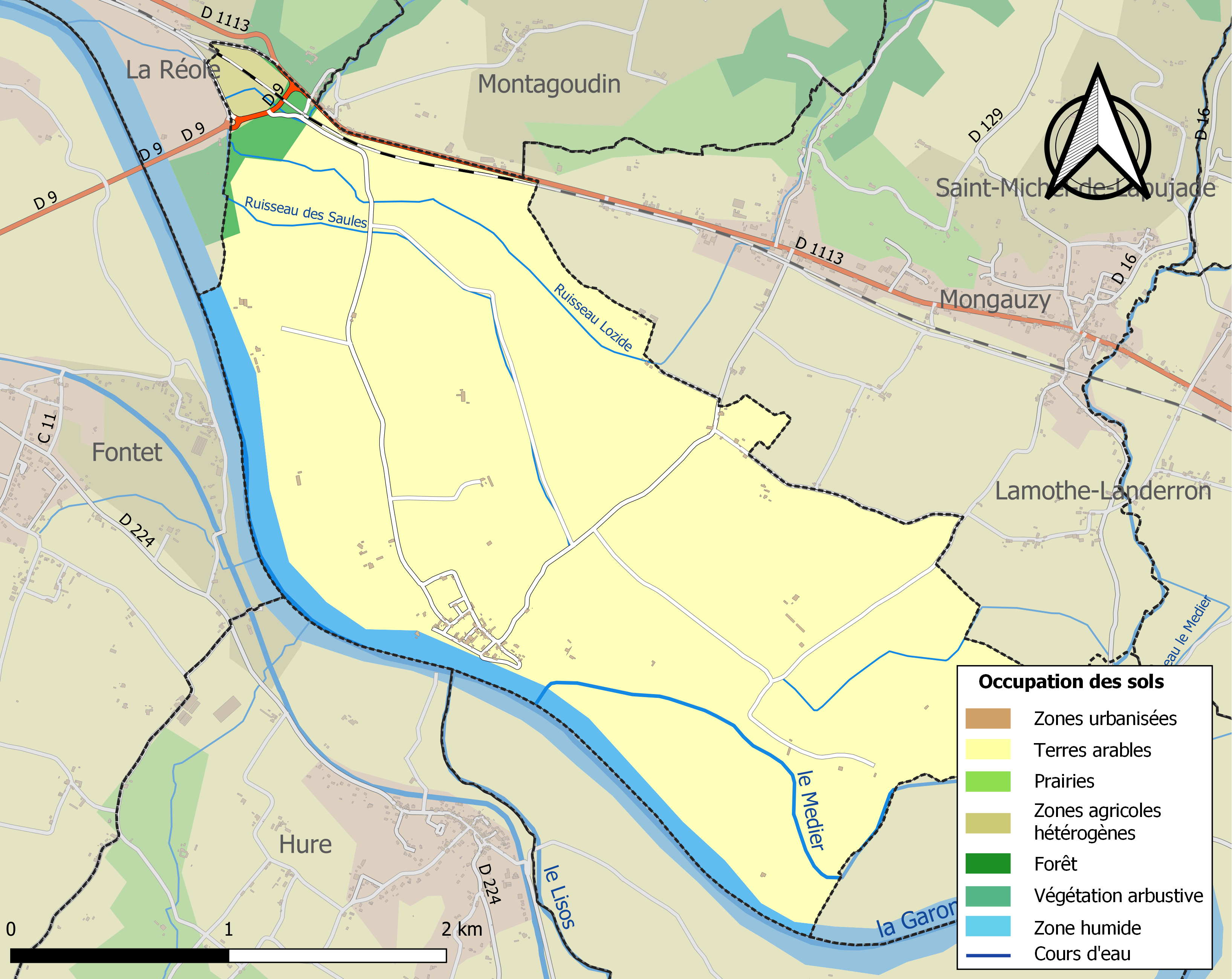
Carte des infrastructures et de l'occupation des sols de la commune en 2018 (CLC).

L'occupation des sols de la commune, telle qu'elle ressort de la base de données européenne d’occupation biophysique des sols Corine Land Cover (CLC), est marquée par l'importance des territoires agricoles (92 % en 2018), une proportion sensiblement équivalente à celle de 1990 (92,1 %). La répartition détaillée en 2018 est la suivante : 
terres arables (90,9 %), eaux continentales (6,5 %), forêts (1,4 %), zones agricoles hétérogènes (1,1 %), espaces verts artificialisés, non agricoles (0,1 %). L'évolution de l’occupation des sols de la commune et de ses infrastructures peut être observée sur les différentes représentations cartographiques du territoire : la carte de Cassini (XVIIIe siècle), la carte d'état-major (1820-1866) et les cartes ou photos aériennes de l'IGN pour la période actuelle (1950 à aujourd'hui).

### Voies de communication et transports
La principale voie de communication routière est la route départementale D 1113, ancienne RN113 (Bordeaux-Marseille), qui borde le nord de la commune et qui mène, vers l'ouest, à La Réole et, vers l'est, à Mongauzy et au-delà à Marmande.

L'accès à l'autoroute A62 (Bordeaux-Toulouse) le plus proche est celui de  4 La Réole distant de 16 km au sud.

L'accès  1 Bazas à l'autoroute A65 (Langon-Pau) se situe à 32 km vers le sud-ouest.
La gare SNCF la plus proche du village est celle, distante de 4,5 km vers le nord-ouest, de La Réole sur la ligne Bordeaux-Sète du TER Nouvelle-Aquitaine.

### Risques majeurs
Le territoire de la commune de Bourdelles est vulnérable à différents aléas naturels : météorologiques (tempête, orage, neige, grand froid, canicule ou sécheresse), inondations et séisme (sismicité très faible). Il est également exposé à un risque technologique, la rupture d'un barrage. Un site publié par le BRGM permet d'évaluer simplement et rapidement les risques d'un bien localisé soit par son adresse soit par le numéro de sa parcelle.

#### Risques naturels
Certaines parties du territoire communal sont susceptibles d’être affectées par le risque d’inondation par débordement de cours d'eau, notamment la Garonne et le Medier. La commune a été reconnue en état de catastrophe naturelle au titre des dommages causés par les inondations et coulées de boue survenues en 1982, 1988, 1999, 2009 et 2021,.

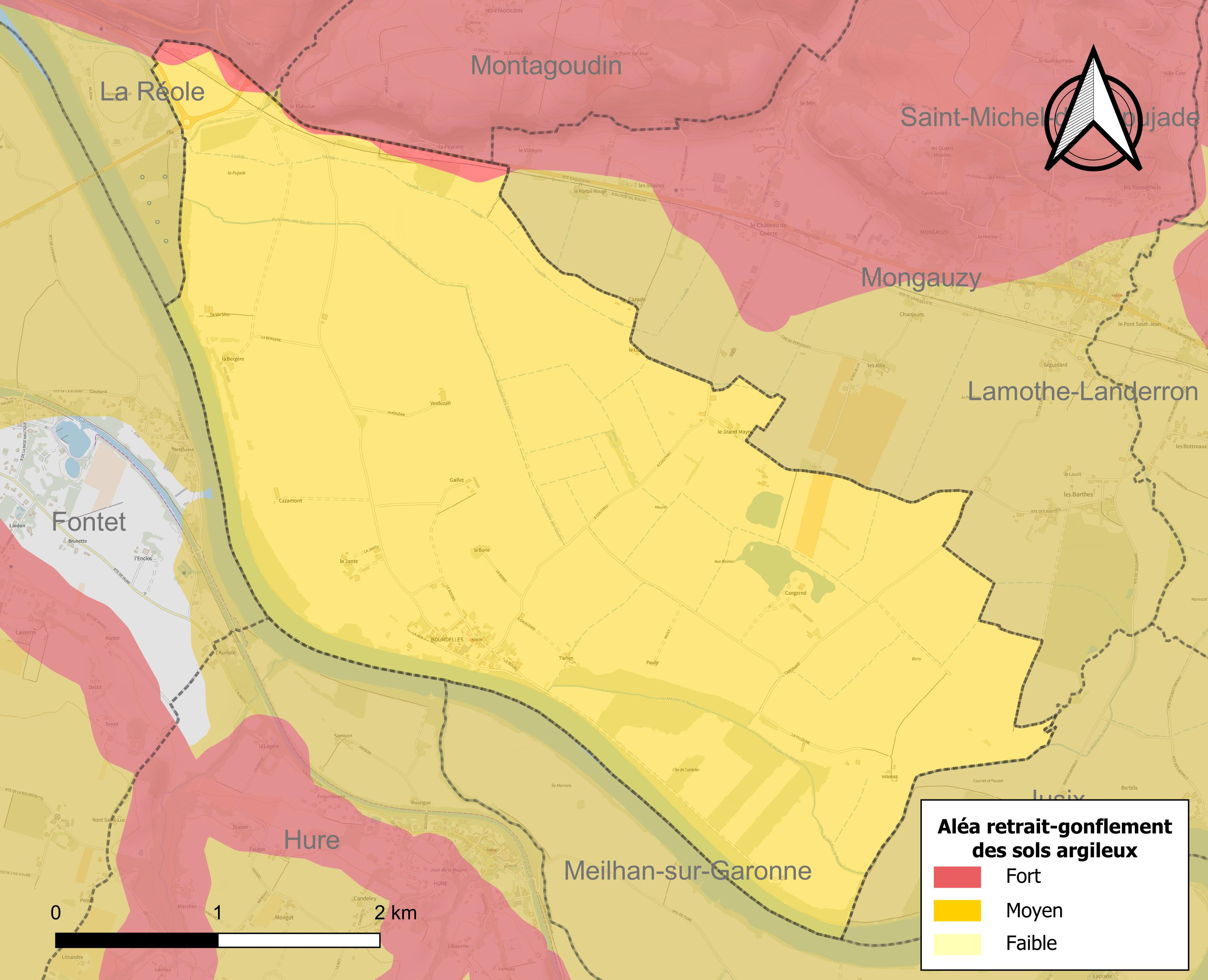
Carte des zones d'aléa retrait-gonflement des sols argileux de Bourdelles.

Le retrait-gonflement des sols argileux est susceptible d'engendrer des dommages importants aux bâtiments en cas d’alternance de périodes de sécheresse et de pluie. La totalité de la commune est en aléa moyen ou fort (67,4 % au niveau départemental et 48,5 % au niveau national). Sur les 59 bâtiments dénombrés sur la commune en 2019, 59 sont en aléa moyen ou fort, soit 100 %, à comparer aux 84 % au niveau départemental et 54 % au niveau national. Une cartographie de l'exposition du territoire national au retrait gonflement des sols argileux est disponible sur le site du BRGM,.
Par ailleurs, afin de mieux appréhender le risque d’affaissement de terrain, l'inventaire national des cavités souterraines permet de localiser celles situées sur la commune.
Concernant les mouvements de terrains, la commune a été reconnue en état de catastrophe naturelle au titre des dommages causés par des mouvements de terrain en 1999.

#### Risques technologiques
La commune est en outre située en aval du  barrage de Grandval, un ouvrage sur la Truyère de classe A soumis à PPI et disposant d'une retenue de 270,6 millions de mètres cubes. À ce titre elle est susceptible d’être touchée par l’onde de submersion consécutive à la rupture de cet ouvrage.

## Toponymie
Bourdelles est issu du germanique bordel, bordeau (vieux) : diminutif du francique (gaulois) borda, « cabane en planche »[réf. nécessaire] ; selon une étymologie populaire, le mot serait venu du Moyen Âge lorsque Saint Louis cachait des « femmes de petite vertu » (surnommées les bordelières) au bord de la Seine dans des maisons appelées bordeaux (bord d'eau).

## Histoire
À la Révolution, la paroisse Notre-Dame de Bourdelles forme la commune de Bourdelles.

## Politique et administration
| Période                                  | Période  | Identité             | Étiquette | Qualité  |
| ---------------------------------------- | -------- | -------------------- | --------- | -------- |
| mars 2008                                | 2020     | Christian Bouin      |           | Retraité |
| 2020                                     | En cours | Jean-Michel Mascotto |           |          |
| Les données manquantes sont à compléter. |          |                      |           |          |

### Communauté de communes
Le 1er janvier 2014, la communauté de communes du Réolais ayant été supprimée, la commune de Bourdelles s'est retrouvée intégrée à la communauté de communes du Réolais en Sud Gironde siégeant à La Réole.

## Démographie
L'évolution du nombre d'habitants est connue à travers les recensements de la population effectués dans la commune depuis 1793. Pour les communes de moins de 10 000 habitants, une enquête de recensement portant sur toute la population est réalisée tous les cinq ans, les populations de référence des années intermédiaires étant quant à elles estimées par interpolation ou extrapolation. Pour la commune, le premier recensement exhaustif entrant dans le cadre du nouveau dispositif a été réalisé en 2006.

En 2022, la commune comptait 99 habitants, en évolution de +5,32 % par rapport à 2016 (Gironde : +6,91 %, France hors Mayotte : +2,11 %).
| 1793 | 1800 | 1806 | 1821 | 1831 | 1836 | 1841 | 1846 | 1851 |
| ---- | ---- | ---- | ---- | ---- | ---- | ---- | ---- | ---- |
| 412  | 435  | 403  | 384  | 367  | 359  | 370  | 388  | 338  |

| 1856 | 1861 | 1866 | 1872 | 1876 | 1881 | 1886 | 1891 | 1896 |
| ---- | ---- | ---- | ---- | ---- | ---- | ---- | ---- | ---- |
| 321  | 379  | 360  | 362  | 301  | 337  | 339  | 326  | 308  |

| 1901 | 1906 | 1911 | 1921 | 1926 | 1931 | 1936 | 1946 | 1954 |
| ---- | ---- | ---- | ---- | ---- | ---- | ---- | ---- | ---- |
| 307  | 300  | 295  | 231  | 254  | 256  | 256  | 248  | 260  |

| 1962 | 1968 | 1975 | 1982 | 1990 | 1999 | 2006 | 2011 | 2016 |
| ---- | ---- | ---- | ---- | ---- | ---- | ---- | ---- | ---- |
| 258  | 232  | 187  | 159  | 119  | 107  | 121  | 111  | 94   |

| 2021 | 2022 | - | - | - | - | - | - | - |
| ---- | ---- | - | - | - | - | - | - | - |
| 96   | 99   | - | - | - | - | - | - | - |

## Lieux et monuments
- L'église Saint-Seurin abrite des chapiteaux sculptés de feuillages et d'animaux[30]

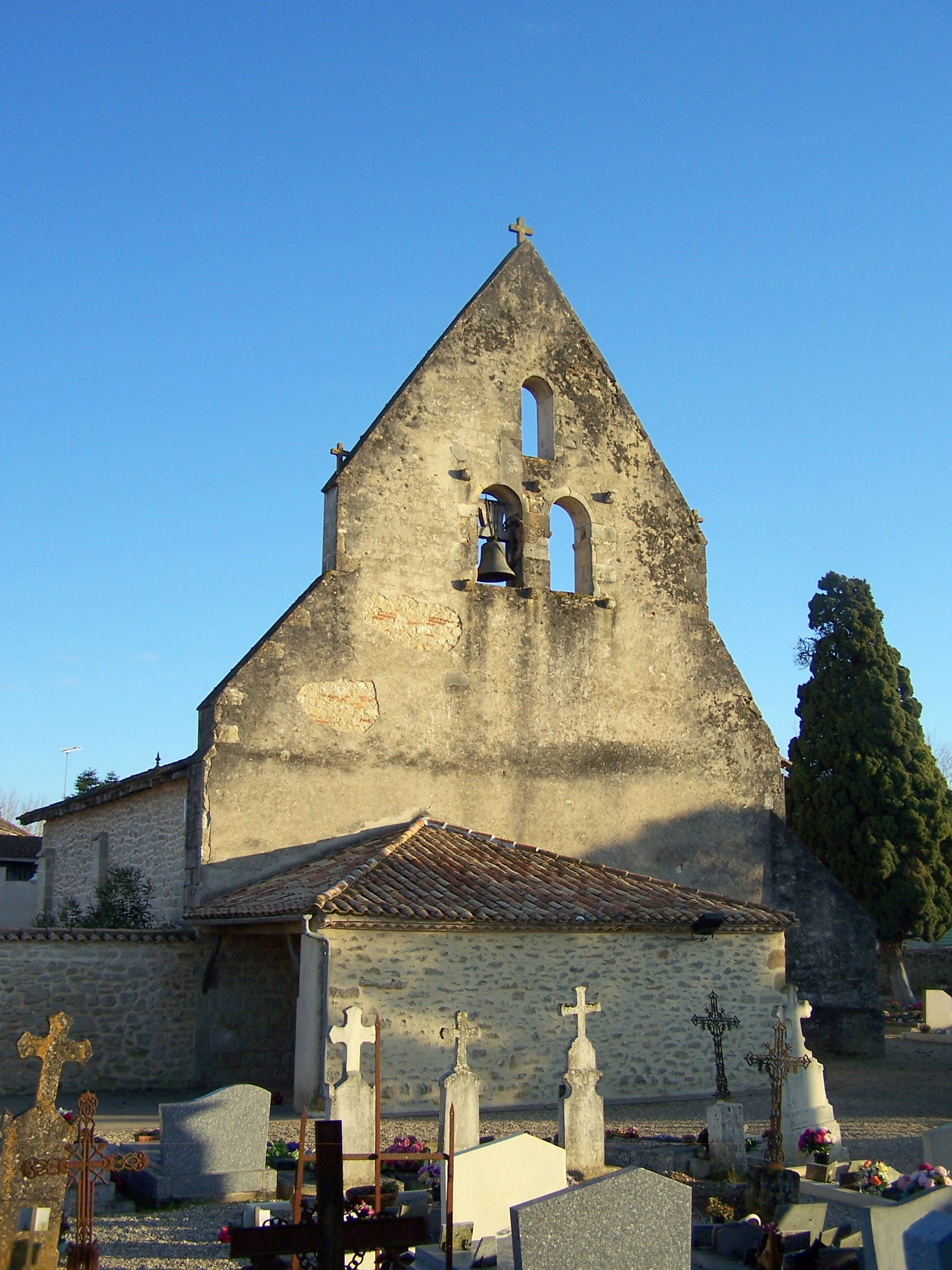
L'église Saint-Seurin (mars 2010)
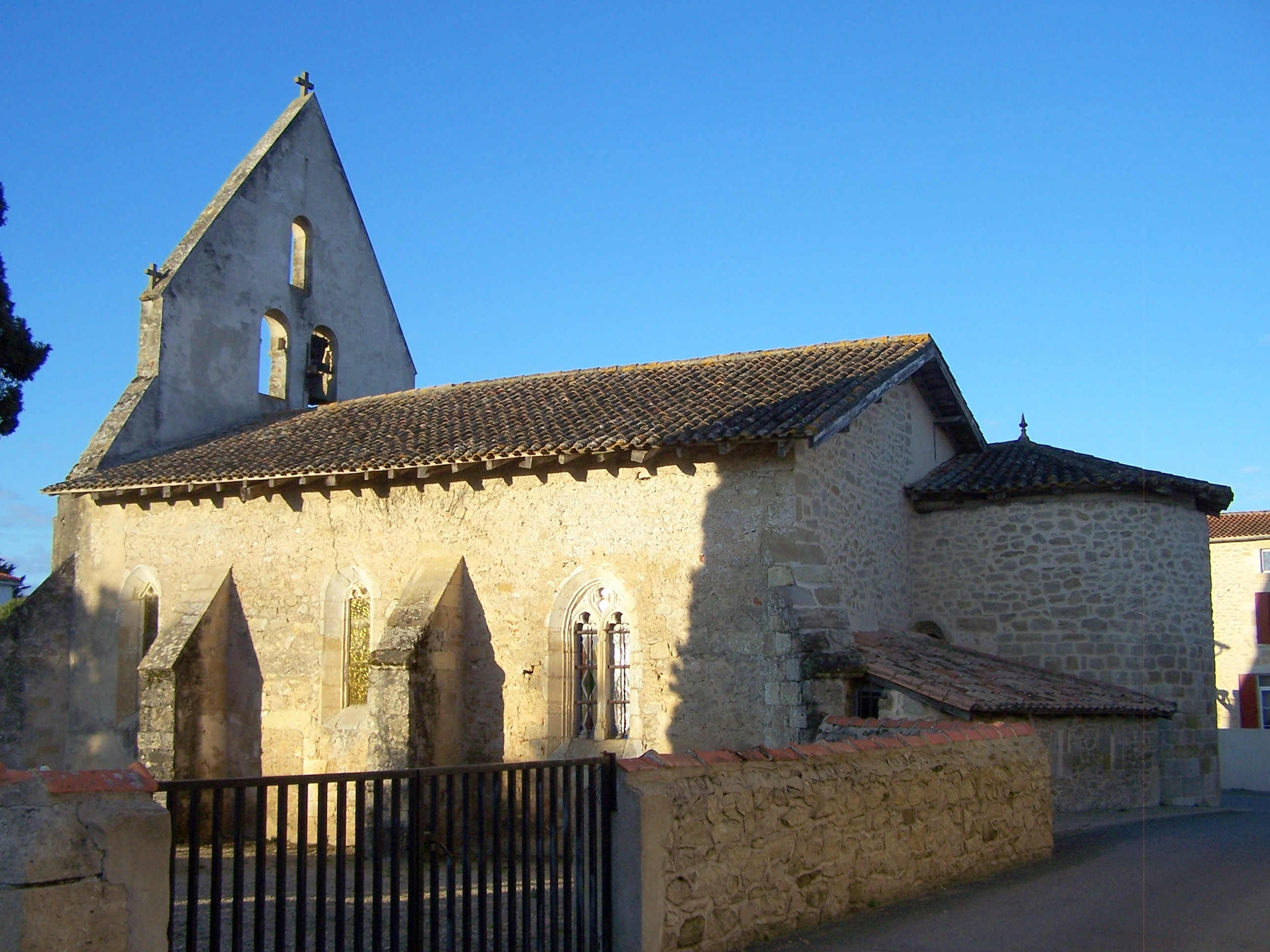
L'église Saint-Seurin (mars 2010)
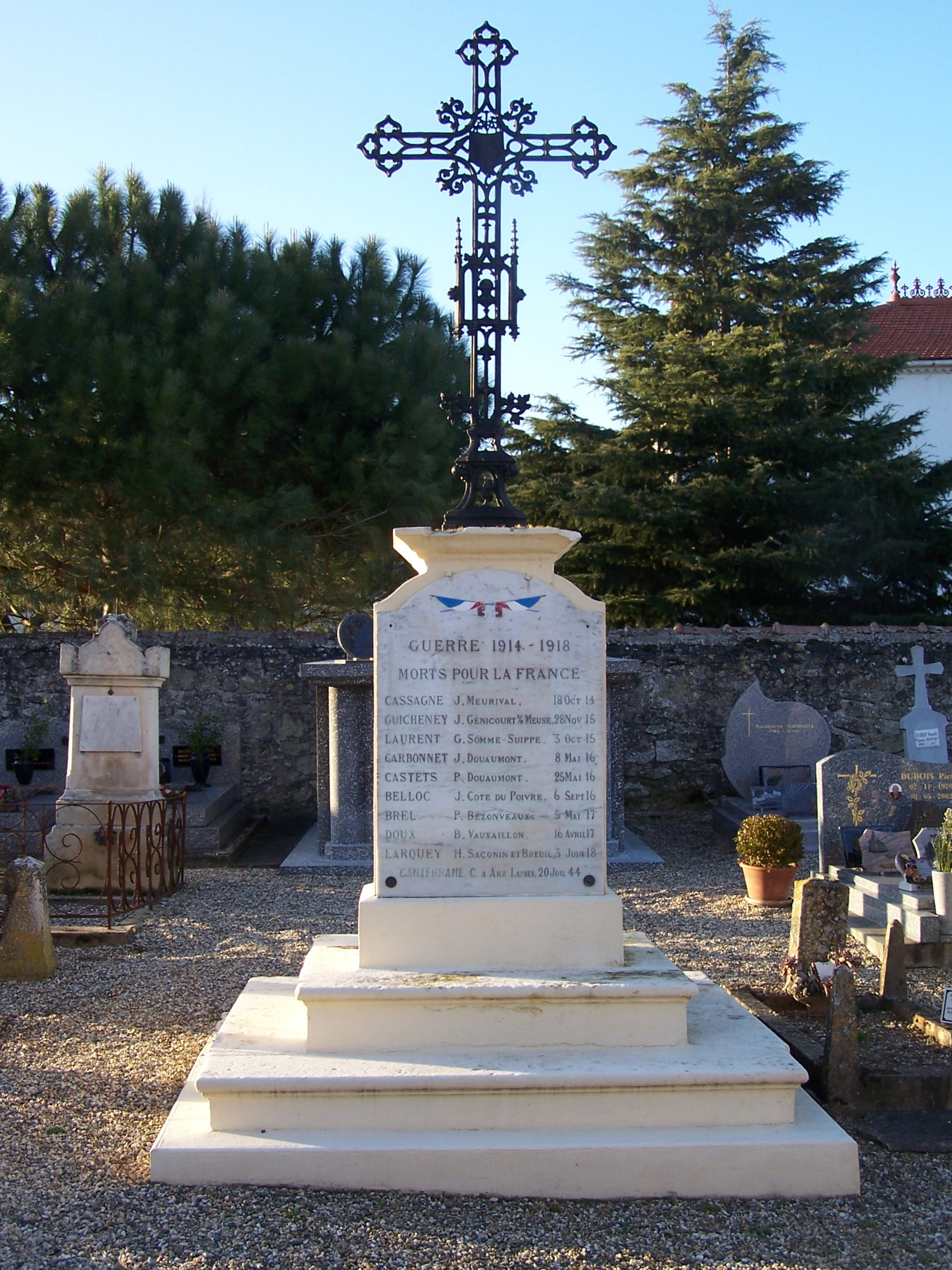
Le monument aux morts dans le cimetière (mars 2010)